# Mapa del sentimiento humano
Mapa del sentimiento humano es una película de Nueva Zelanda de 1993 dirigida por Vincent Ward. Esta ambientada antes y durante la Segunda Guerra Mundial, su protagonista es Avik, un joven Inuit cuyo papel hacen dos actores Robert Joamie (niño) y Jason Scott Lee (adulto).  Su gran amor, Albertine es interpretado por Annie Galipeau (niña) y Anne Parillaud (adulta) dos actrices que no son familia pero comparten un gran parecido físico.

## Argumento
En 1931, Avik (Robert Joamie) vive en un pequeño y gélido asentamiento del ártico canadiense bajo el atento cuidado de su abuela (Jayko Pitseolak). Mientras ayuda con su trabajo al cartógrafo británico Walter Russell (Patrick Bergin), Avik se contagia de tuberculosis. Sabiéndose culpable, Russell lleva al chico a una clínica de Montreal. Allí Avik conoce a Albertine (Annie Galipeau), una chica Metis, de la que se enamora, pero deben separarse. 
Años después, Avik (Jason Scott Lee), sintiendo que su aldea le queda pequeña, se alista en la Royal Canadian Air Force como tripulante de un bombardero Avro Lancaster y participa en incursiones sobre Alemania.

## Reparto
- Jason Scott Lee es Avik.
  - Robert Joamie es Avik niño.
- Anne Parillaud es Albertine.
  - Annie Galipeau es Albertine niña.
- Patrick Bergin es Walter Russell.
- Clotilde Courau es Rainee.
- John Cusack es el cartógrafo.
- Jeanne Moreau es Hermana Banville.
- Ben Mendelsohn es granjero.
- Jerry Snell es Boleslaw.
- Jayko Pitseolak es la abuela.
- Matt Holland es el piloto.
- Rebecca Vevee es el cocinero Inuit.
- Josape Kopalee es el anciano Inuit.
- Reepah Arreak es la amiga de Avik.

## Curiosidades
La película está dedicada al padre del director, que murió durante el rodaje y también participó en bombardeos durante la Segunda Guerra Mundial.
Las escenas de "Nunataaq" están rodadas en Nunavut, donde auténticos Inuit hicieron de extras.

## Reception
La película tuvo en general críticas positivas. Roger Ebert dijo de ella que es una aventura no basada en la violencia sino en un asombroso viaje personal, el viaje de una vida humana.
Brian Case dijo que la historia es una épica historia de amor que cubre dos continentes y tres décadas. Case también destaca que Ward tiene una increíble imaginación visual que destaca sobre todo en la secuencia del bombardeo y en el onírico final.

### Box office
Mapa del sentimiento humano recaudó $539,000 en Australia.

### Premios
Mapa del sentimiento humano participó en el Festival de Cannes. 
En 1993 ganó los premios del Australian Film Institute a la mejor película, al mejor director y al mejor actor joven, además de estar nominada a la mejor banda sonora, mejor sonido y mejor montaje. 
La película también fue la ganadora del Tokyo International Film Festival de 1993, donde Vincent Ward ganó el premio a la mejor contribución artística y la pareja de actores infantiles Robert Joamie y Anne Parillaud ganaron una mención especial. Jason Scott Lee fue nominado en el Chicago Film Critics Association Awards de 1994 como actor más prometedor.